# Antonín Gindely
Antonín Gindely (néha Gindele) (Prága, 1829. szeptember 3. – Prága, 1892. október 27.) német származású cseh történész.

## Élete
Apja Gindele József magyarországi német, anyja Veronika Vila cseh volt. Prágában és Olomoucban tanult. 1852-ben promovált.
A prágai Károly Egyetem professzora és 1862-től Csehország levéltárosa volt. 1878-tól a Magyar Tudományos Akadémia tagja.
A Monumenta historiae Bohemica szerkesztője.

## Művei
- 1859 Quellen zur Geschichte der böhmischen Brüder
- 1862-1868 Rudolf II. und seine Zeit.
- 1865 Dekrety jednoty bratrské
- 1865 Monumenta historiae bohemica – Staré paměti českých dějin
- 1868 Geschichte der Ertheilung des böhmischen Majestätsbriefes von 1609. Online
- 1870-1880 Dějiny českého povstání léta 1618 (4 kötet)
- 1890 Bethlen Gábor 1580-1629. Magyar Történeti Életrajzok, Budapest. (tsz. Acsády Ignác) Online
- 1894 Geschichte der Gegenreformation in Böhmen (szerk. T. Tupetz)

## Magyarul
- Okmánytár Bethlen Gábor fejedelem uralkodása történetéhez; MTA, Bp., 1890
- Gindely Antal–Acsády Ignác: Bethlen Gábor és udvara 1580-1629; Magyar Történelmi Társulat, Bp., 1890 (Magyar történeti életrajzok)